# Milford (Connecticut)
Milford is een plaats (city) in de Amerikaanse staat Connecticut. Het ligt aan de noordkust van de Long Island Sound. Tussen Milford en Stratford mondt de Housatonic River uit in de Long Island Sound.

## Demografie
Bij de volkstelling in 2000 werd het aantal inwoners vastgesteld op 50.594.
In 2006 is het aantal inwoners door het United States Census Bureau geschat op 53.262, een stijging van 2668 (5.3%).

## Geografie
Volgens het United States Census Bureau beslaat de plaats een oppervlakte van
61,5 km², waarvan 57,7 km² land en 3,8 km² water.

## Plaatsen in de nabije omgeving
De onderstaande figuur toont nabijgelegen 'incorporated' en 'census-designated' plaatsen in een straal van 16 km rond Milford.

## Geboren
- Frank Julian Sprague (1857-1934), uitvinder
- Diane Crump (1948), jockey en paardentrainer
- Dustin Rhodes (Dustin Patrick Runnels), (1966), professioneel worstelaar, bij de WWE ook bekend als Goldust
- Dylan Bruno (1972), acteur en model
- Jeff Davis (1975), filmmaker
- Ellen Muth (1981), actrice